# Mount McCord
Mount McCord är ett berg i Kanada.   Det ligger på gränsen mellan Alberta och British Columbia, i den västra delen av landet, 3 200 km väster om huvudstaden Ottawa. Toppen på Mount McCord är 2 521 meter över havet.
Terrängen runt Mount McCord är kuperad åt sydväst, men åt nordost är den bergig.Trakten runt Mount McCord är nära nog obefolkad, med mindre än två invånare per kvadratkilometer.. Det finns inga samhällen i närheten. 
Trakten runt Mount McCord består i huvudsak av gräsmarker.